# Zé Mário (futebolista)
José Mário de Almeida Barros, mais conhecido como Zé Mario (Rio de Janeiro, 1 de fevereiro de 1949) é um ex-futebolista e atual treinador brasileiro de futebol.

## Títulos

### Como jogador
Flamengo
- Campeonato Carioca[3]: 1972 e 1974
- Taça Guanabara: 1972 e 1974
- Torneio do Povo: 1972
- Torneio Internacional de Verão do Rio de Janeiro de 1973: 1972
- Taça Cidade do Rio de Janeiro: 1973
- Taça Rede Tupi de TV: 1973
- Taça Doutor Manoel dos Reis e Silva: 1974
- Taça Associação dos Servidores Civis do Brasil: 1974

Fluminense
- Campeonato Carioca: 1975
- Taça Guanabara: 1975

Vasco da Gama
- Campeonato Carioca: 1977
- Taça Guanabara: 1976 e 1977
- Torneio Heleno Nunes: 1976
- Taça Manoel do Nascimento: 1977
- Torneio Imprensa de Santa Catarina: 1977
- Torneio de Elche: 1979
- Torneio Super Séries: 1980

### Como treinador
Goiás
- Campeonato Goiano: 1987 e 1991

Al-Ain
- Copa da Federação: 1988

Al-Arabi
- Copa do Emir: 1992
- Copa da Federação: 1992
- Liga de Futebol do Catar: 1993

Al-Riyadh
- Copa do Príncipe Herdeiro: 1994

Kashima Antlers
- Campeonato Japonês: 1998

Internacional
- Torneio Vinã del Mar (Chile): 2001

Al-Shabab
- King Fahed Cup (Arábia Saudita): 2004

Al-Wasl
- Emirates President Cup: 2007
- Campeonatos dos Emirados Árabes: 2007